# M-フェニレンジアミン
m-フェニレンジアミン（m-phenylenediamine、メタフェニレンジアミン、1,3-ジアミノベンゼンとも呼ばれる）は、化学式C6H4(NH2)2 で表される有機化合物である。o-フェニレンジアミンとp-フェニレンジアミンの異性体であり、無色の固体である。

## 製造
m-フェニレンジアミンは、1,3-ジニトロベンゼンの水素化によって生成される。ジニトロベンゼンは、ベンゼンのジニトロ化によって調製される。

## 応用
m-フェニレンジアミンは、アラミド繊維、エポキシ樹脂、電線エナメルコーティング、ポリ尿素エラストマーなど、さまざまなポリマーの調製に使用される。他の用途としは、接着剤促進剤、皮革や繊維用の染料、Basic Brown 1 (Bismarck Brown)、Basic Orange 2、Direct Black 38、Developed Black BH の成分として使われる。染毛剤では、m-フェニレンジアミンは「カップリング剤」であり、青色を生成するために使用される。